# Polityka konkurencji
Celem polityki konkurencji jest zapewnienie przez państwo funkcjonowania (stworzenia lub utrzymania) systemu wolnorynkowego, za pomocą dostępnych narzędzi jak np.:
- ustawy antymonopolowe,
- nakładanie kar finansowych za praktyki monopolistyczne,
- równe obciążenia podatkowe,
- znoszenie subwencji,
- blokowanie fuzji,
- podział firmy.

Polityka konkurencji, choć zakłada interwencjonizm, ma na celu chronienie liberalizmu w gospodarce.

## Polityka konkurencji w Unii Europejskiej
W Unii Europejskiej polityka konkurencji uznawana jest za na tyle istotną, że w skład Komisji Europejskiej wchodzi komisarz ds. konkurencji, którego celem jest realizowanie zakazu praktyk kartelowych, nadużywania silnej pozycji na rynku, zapewnienie jednakowego traktowania przedsiębiorstw prywatnych i publicznych, kontrolowanie fuzji oraz krajowych subwencji.

W dobie globalizacji Unia Europejska stoi przed dylematem jak pogodzić wewnętrzną politykę konkurencji, ze zdolnością konkurencyjną europejskich przedsiębiorstw na rynkach zewnętrznych.

## Polityka konkurencji w Polsce
W Polsce politykę konkurencji prowadzi urząd antymonopolowy – Urząd Ochrony Konkurencji i Konsumentów.